# Шершунов, Виктор Андреевич
Ви́ктор Андре́евич Шершуно́в (16 ноября 1950, Ленгер, Чимкентская область, Казахская ССР, СССР — 20 сентября 2007, Московская область, Россия) — российский государственный деятель, губернатор Костромской области (декабрь 1996 — сентябрь 2007), доктор экономических наук (2005).

## Биография
Родился 16 ноября 1950 года в городе Ленгер Чимкентской области.
После окончания в 1977 году Казанского государственного университета им В. И. Ульянова-Ленина прокуратурой Костромской области был назначен на должность следователя Галичской межрегиональной прокуратуры, а в 1978 году — следователем, затем старшим следователем прокуратуры Свердловского района города Костромы.
В 1986 году Виктор Шершунов был назначен заместителем прокурора, а затем прокурором Ленинского района города Костромы.
В 1992 году Костромским областным Советом народных депутатов был избран заместителем председателя, а затем первым заместителем председателя областного Совета народных депутатов.
С 1994 года В. А. Шершунов работал в администрации города Костромы. Он являлся председателем комитета по правовой работе, в феврале 1996 года был назначен начальником административно-правового управления администрации города.

### Губернатор Костромской области
В декабре 1996 года избран губернатором (главой администрации) Костромской области на срок 4 года.
В 1997—2001 годах — член Совета Федерации Федерального Собрания Российской Федерации от Костромской области.
В декабре 2000 года вновь баллотируется в губернаторы. В. А. Шершунова выдвинула КПРФ и поддержал НПСР. Выборы прошли в два тура (10 и 24 декабря). В. А. Шершунов был переизбран на второй срок. 8 января 2001 года он вступил в должность уже на пятилетний срок.
С 16 марта по 27 сентября 2005 года — член президиума Государственного совета Российской Федерации.
Следующие выборы губернатора ожидались в декабре 2005 года, однако с 1 января 2005 года выборы глав регионов по всей России были заменены на утверждение региональным заксобранием вносимой президентом кандидатуры. Второй губернаторский срок В. А. Шершунова истекал в январе 2006 года, но уже в апреле 2005 года досрочно обратился к Президенту России с просьбой о доверии. 16 апреля 2005 года президент Владимир Путин предложил Костромской областной думе утвердить кандидатуру Виктора Шершунова. Формально его кандидатуру представил заместитель полномочного представителя Президента в Центральном федеральном округе Антон Фёдоров. 21 апреля депутаты наделили Виктора Шершунова полномочиями губернатора на третий срок. Его кандидатуру поддержали 20 депутатов, против проголосовали 3 депутата. 11 мая 2005 года в Костроме В. А. Шершунов вступил в должность.
Был женат, имел троих сыновей.

### Смерть
20 сентября 2007 года Виктор Шершунов погиб в ДТП в Подмосковье на 76-м километре Ярославского шоссе. В его автомобиль Mercedes E-430 врезался автомобиль Ford Focus за рулём которого находился 37-летний предприниматель из Ярославля Андрей Никифоров. В аварии погибли губернатор и его водитель, Сергиево-Посадский городской суд приговорил Андрея Никифорова к трем годам лишения свободы в колонии-поселении. Губернатор был похоронен 22 сентября 2007 года на центральном кладбище Костромы.

## Награды и звания
- Орден Дружбы (2001)[13];
- Медаль «За доблестный труд. В ознаменование 100-летия со дня рождения Владимира Ильича Ленина»;
- Почётный гражданин Костромской области (2008)[14].